# Memory (spel)

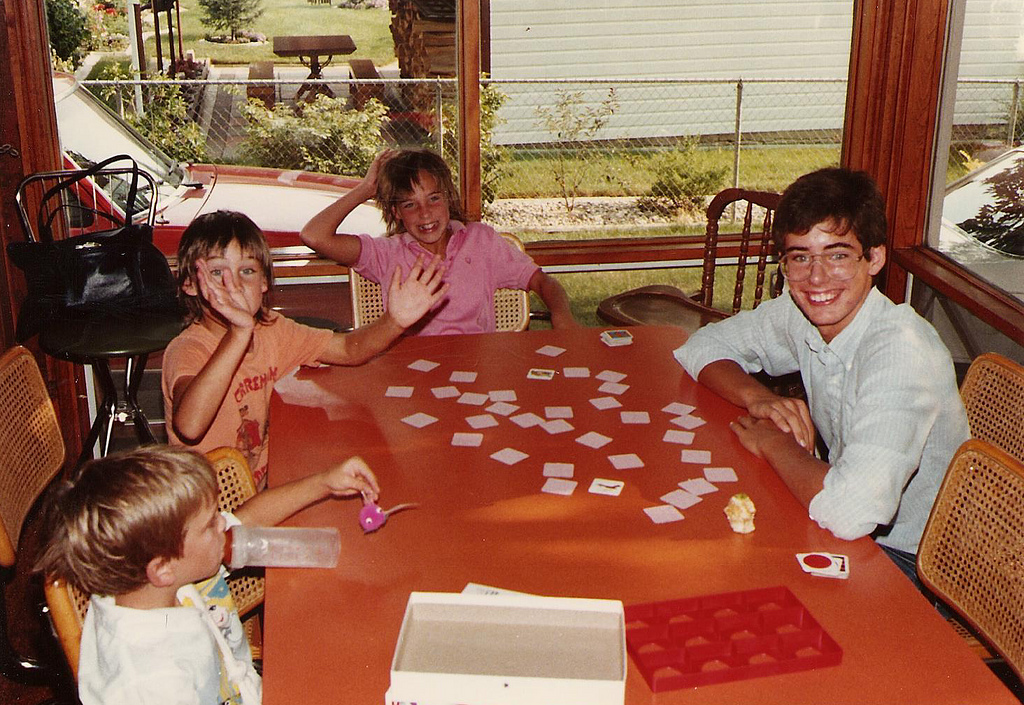
Fyra barn spelar memory.

Memory, även kallat komihåg eller, som kommersiell produkt, memo, är ett enkelt kortspel som tränar minnet. Det spelas mest av barn och går att spela med en vanlig kortlek, eller flera kortlekar om man skulle vara väldigt många deltagare.

## Regler
Någon blandar leken och lägger ut alla kort med baksidan upp på bordet eller golvet. Man turas om att vända två kort och det gäller att samla på sig kortpar med samma valör. Färgerna saknar helt betydelse. När det är ens tur får man vända två valfria kort, ett i taget. Om de har olika valör måste man vända dem uppochner igen och sedan är det nästa spelares tur. Om de har samma valör får man behålla dem och sedan fortsätta med att vända ett nytt par. Det gäller alltså att försöka komma ihåg vilka valörer som ligger på vilket ställe. Den som har samlat ihop flest par när alla kort är slut har vunnit.

## Varianter
Det finns varianter som spelas med specialkortlekar med vanliga bilder som förekommer i par och som kan föreställa vad som helst.

### Tvärtom-komihåg
Detta är en variant av ovan beskrivna spel där man ska undvika att ta par. Varje gång det är ens tur får man vända valfritt antal kort, ett efter ett, tills man är nöjd eller spricker. Om man är nöjd får man behålla de kort man vänt. Spricker gör man när man vänder upp ett kort med samma valör som något annat man redan vänt upp. När man spruckit måste man vända alla uppochner igen och sedan är det nästa spelares tur. Den som har samlat på sig flest kort på slutet har vunnit. På slutet kanske inte alla kort går åt på grund av att ingen vill vända något mer.